# Pieris angelika
The Arctic White (Pieris angelika) là một loài bướm ngày khí hậu lạnh thuộc họ Pieridae. Loài này phân bố ở Yukon, tây bắc Northwest Territories và tây bắc British Columbia, và Alaska.